# Belmont, Gers
Belmont är en kommun i departementet Gers i regionen Occitanien i sydvästra Frankrike. Kommunen ligger i kantonen Vic-Fezensac som tillhör arrondissementet Auch. År 2022 hade Belmont 150 invånare.

## Befolkningsutveckling
Antalet invånare i kommunen Belmont
Referens:INSEE